# 마이크로맥스 인포매틱스
마이크로맥스 인포매틱스(Micromax Informatics)는 인도의 다국적 전자제품 및 가전제품 제조사이다. 본사는 구르가온에 위치해 있다. 2000년 3월 임베디드 시스템 분야의 IT 소프트웨어 기업으로 설립되었다. 2008년과 2010년에 휴대 전화 사업에 들어가면서 인도의 저비용 피처폰을 제조하는 최대 기업들 중 하나가 되었다.
2014년, 마이크로맥스는 세계에서 10번째로 큰 스마트폰 벤더였다.

## 시장 부문

### 모바일 핸드셋
- 피처폰
- 스마트폰

### 가전제품
- 텔레비전
- 에어컨
- 냉장고
- 세탁기